# Saropogon flavicinctus
Saropogon flavicinctus är en tvåvingeart som först beskrevs av Christian Rudolph Wilhelm Wiedemann 1820.  Saropogon flavicinctus ingår i släktet Saropogon och familjen rovflugor. Inga underarter finns listade i Catalogue of Life.